# Grammoechus spilotus
Grammoechus spilotus är en skalbaggsart som först beskrevs av Charles Joseph Gahan 1906.  Grammoechus spilotus ingår i släktet Grammoechus och familjen långhorningar. Inga underarter finns listade i Catalogue of Life.